# 제레미 슬레이트

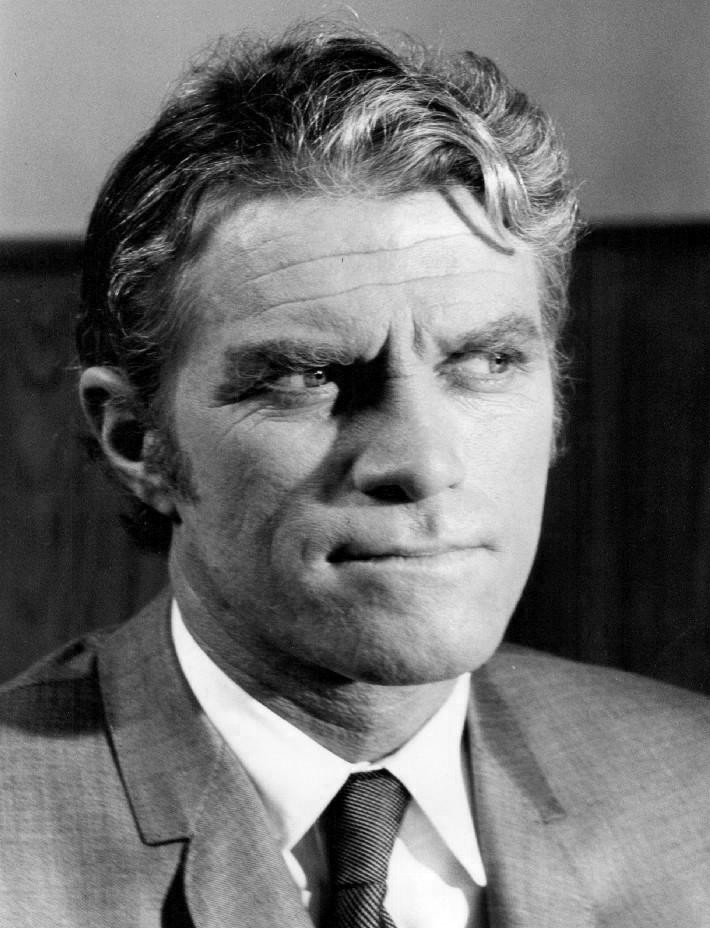

제러미 슬레이트(Jeremy Slate, 1926년 2월 17일 ~ 2006년 11월 19일)는 미국의 배우, 텔레비전 배우이다.
애틀랜틱시티에서 태어났으며 로스앤젤레스에서 사망하였다. 사인은 식도암이다.

## 영화
- 론머 맨 (1992년)
- 드림 머신 (1991년)
- 돌아온 좀비 (1989년)
- 데드록 (1988년)
- 진정한 용기 (1969년)
- 원 라이프 투 리브 (1968년)
- 코만도 전략 (1968년)
- 아윌 테이크 스웨덴 (1965년)
- 서부의 4형제 (1965년)
- 걸스! 걸스! 걸스! (1962년)
- 전투 (1962년)
- 지 아이 블루 (1960년)
- 추격 (1959년)
- 보난자 (1959년)
- 페리 메이슨 (1957년)
- 딜론 보안관 (1955년)
- 디즈니랜드 (1954년)